# Playa de El Altet
La playa de El Altet  es el nombre de una de las playas de la pedanía del mismo nombre (El Altet), término municipal de Elche, en la provincia de Alicante. Al norte, se prolonga con la playa de Urbanova, ya en el término municipal de Alicante; al sur, linda con la otra playa de esta localidad costera de la Bahía de Alicante, denominada Arenales del Sol y, posteriormente, de las Dunas del Carabassí, pertenecientes a la pedanía de Balsares.
Constituye un gran espacio virgen de arena dorada y de tranquilas aguas. Está situada en una zona de alto valor ecológico como lo son los ecosistemas de dunas del litoral. Conforma uno de los paisajes más singulares de la provincia puesto que en él se puede observar un complejo funcionamiento de la génesis dunar, lo que la convierte en un referente único en España. Esta playa, además, se caracteriza por su fina arena de color dorado que se extiende a lo largo de 2 kilómetros.
El conjunto del ecosistema natural de la playa del Altet, lo forma la propia playa, su sistema dunar fósil así como el Fondet de la Senieta o Bassars, situado en la zona posterior de la playa. Asimismo, este ecosistema litoral está estrechamente relacionado con el saladar de Agua Amarga y la sierra de Colmenares al norte, así como con el Clot de Galvany, las dunas de Carabassi y la sierra de Santa Pola en su zona sur.
Tanto este ecosistema, como el del saladar de Agua Amarga y el Clot de Galvany, así como las salinas de Santa Pola y El Hondo de Elche, se encuentran dentro del mismo territorio que abarca la llanura aluvial del río Vinalopó.